# Цзи Кан
Цзи Кан (кит. 嵇康, пиньинь Jī Kāng, 223—262) — китайский поэт и философ эпохи троецарствия. 
Жил в царстве Вэй; родился в уезде Чжисянь округа Цяоцзюнь (сейчас это место находится на территории уезда Суйси провинции Аньхой). Приверженец даосизма. Входил в творческое сообщество Семь мудрецов бамбуковой рощи.
Поэзии свойственна прямота обличения и сатира, а также (по словам Чжун Жуна) возвышенный, правдивый, светлый стиль. Казнен правящим родом Сыма, несмотря на широкую поддержку поэта в народе. Поэтическое наследие Цзи Кана состоит из двух од и 53 стихотворных текстов. Эти тексты (преимущественно малых форм) написаны четырёхсловным размером. Одним из главных поэтических произведений Цзи Кана считается «Ода о цине» («Ода о лютне»).

## Сочинения
- Цзи Кан «О долголетии».- В кн.: Древний мир. М., 1962. — С. 432—439.
- Семененко И. И. Цзи Кан. Ода о лютне // Проблемы восточной филологии. М., 1979. С. 60-69.
- Цзи Кан Из цикла «Дар Сюцаю, уходящему в поход». Пер. В.Рогова. // Кравцова М. Е. Хрестоматия по литературе Китая. СПб.: Азбука-классика, 2004. С.166-167. ISBN 5-352-00653-0